# Mistrzostwa Panamerykańskie w Zapasach 2019
Mistrzostwa w 2019 roku zostały rozegrane w dniach 18-21 kwietnia w Buenos Aires w Argentynie na terenie Centro Nacional de Alto Rendimiento Deportivo.

## Tabela medalowa
Gospodarz zawodów został zaznaczony kolorem.
| Poz.    | Państwo           |    |    |    | Łącznie |
| 1       | Stany Zjednoczone | 19 | 7  | 2  | 28      |
| 2       | Kuba              | 5  | 5  | 5  | 15      |
| 3       | Kanada            | 2  | 6  | 6  | 14      |
| 4       | Ekwador           | 2  | 2  | 1  | 5       |
| 5       | Brazylia          | 1  | 2  | 5  | 8       |
| 6       | Wenezuela         | 1  | 1  | 7  | 9       |
| 7       | Portoryko         | 0  | 2  | 5  | 7       |
| 8       | Kolumbia          | 0  | 2  | 2  | 4       |
| 9       | Argentyna         | 0  | 1  | 5  | 6       |
| 10      | Peru              | 0  | 1  | 4  | 5       |
| 11      | Meksyk            | 0  | 1  | 3  | 4       |
| 12      | Honduras          | 0  | 0  | 1  | 1       |
| .       | Dominikana        | 0  | 0  | 1  | 1       |
| .       | Paragwaj          | 0  | 0  | 1  | 1       |
| Łącznie | Łącznie           | 30 | 30 | 48 | 108     |

## Wyniki

### w stylu klasycznym
| Waga   | złoty            | srebrny             | brązowy                             |
| ------ | ---------------- | ------------------- | ----------------------------------- |
| 55 kg  | Max Nowry        | Sargis Khachataryan | Joshua Medina                       |
| 60 kg  | Luis Orta        | Samuel Gurria       | Anthony Palencia Dicther Toro       |
| 63 kg  | Andrés Montaño   | Ryan Mango          | José Dávila                         |
| 67 kg  | Ismael Borrero   | Ellis Coleman       | Shalom Villegas Joílson Júnior      |
| 72 kg  | RaVaughn Perkins | Kenedy Pedrosa      | Francisco Barrio                    |
| 77 kg  | Yosvanys Peña    | Kamal Bey           | Jaír Cuero Muñoz Juan Ángel Escobar |
| 82 kg  | Cheney Haight    | Carlos Espinoza     | Adil Barros                         |
| 87 kg  | Luis Avendaño    | Antonio Durán       | Patrick Martínez Alfonso Leyva      |
| 97 kg  | Gabriel Rosillo  | G’Angelo Hancock    | Luillys Pérez Kevin Mejía           |
| 130 kg | Adam Coon        | Luciano Del Río     | Ángel Pacheco Edgardo López         |

### W stylu wolnym
| Waga   | złoty            | srebrny           | brązowy                             |
| ------ | ---------------- | ----------------- | ----------------------------------- |
| 57 kg  | Josh Rodriguez   | Óscar Tigreros    | Pedro Mejías Reineri Andreu         |
| 61 kg  | Joe Colon        | Yowlys Bonne      | Scott Schiller                      |
| 65 kg  | Colton McCrystal | Damián Solenzal   | Mauricio Sánchez Agustín Destribats |
| 70 kg  | Anthony Ashnault | Nick Rowe         | Mitchel Taipe                       |
| 74 kg  | Jordan Burroughs | Jevon Balfour     | Franklin Gómez Julio Rodríguez      |
| 79 kg  | Chandler Rogers  | Santiago Martínez | Jasmit Phulka                       |
| 86 kg  | David Taylor     | Pedro Ceballos    | Lázaro Hernández Alex Moore         |
| 92 kg  | J’den Cox        | Jaime Espinal     | Diego Ramírez                       |
| 97 kg  | Kyle Snyder      | Reineris Salas    | José Díaz Evan Ramos                |
| 125 kg | Nick Gwiazdowski | Korey Jarvis      | Óscar Pino Antoine Jaoude           |

### W stylu wolnym kobiet
| Waga  | złoty               | srebrny             | brązowy                            |
| ----- | ------------------- | ------------------- | ---------------------------------- |
| 50 kg | Yusneylis Guzmán    | Erin Golston        | Patricia Bermúdez Thalía Mallqui   |
| 53 kg | Sarah Hildebrandt   | Luisa Valverde      | Lilianet Duanes Diana Weicker      |
| 55 kg | Alexandra Hedrick   | Jayd Davis          | Nerina Azerrad                     |
| 57 kg | Lissette Antes      | Hannah Taylor       | Betzabeth Sarco Jacarra Winchester |
| 59 kg | Laurence Beauregard | Andribeth Rivera    | Karoline Santana                   |
| 62 kg | Laís Nunes          | Mallory Velte       | Abnelis Yambo Nathaly Grimán       |
| 65 kg | Julia Salata        | Jessica Brouillette | Grabriela Rocha                    |
| 68 kg | Tamyra Mensah       | Yudaris Sánchez     | Ámbar Garnica Olivia di Bacco      |
| 72 kg | Dejah Slater        | Rachel Watters      | Linda Machuca                      |
| 76 kg | Adeline Gray        | Génesis Reascos     | Diana Cruz Erica Wiebe             |